# Buddy Featherstonhaugh
Rupert Edward Lee „Buddy“ Featherstonhaugh /ˈfænˌʃɔː/ (* 4. Oktober 1909 in Paris; † 12. Juli 1976 in London) war ein britischer Jazz-Klarinettist, Saxophonist, Bandleader und Automobilrennfahrer.
„Buddy“ Featherstonhaugh studierte in Sussex und hatte seinen ersten professionellen Auftritt 1927 bei Pat O’Malley. Bekannt wurde er in der Band von Spike Hughes, der er von 1930 bis 1932 angehörte. Er tourte dann durch England in Billy Masons Band, in der auch Louis Armstrong 1932 mitwirkte. 1933 entstanden erste Plattenaufnahmen mit seiner Formation The Cosmopolitans, in der auch Fletcher Allen mitspielte. Mit Valaida Snow nahm er 1935 auf, mit Benny Carter 1937. Während des Zweiten Weltkriegs leitete er eine Gruppe, die zum His Majesty’s Royal Air Force Bomber Command Sextet ernannt wurde und der Musiker wie Vic Lewis, Don McAffer und Jack Parnell angehörten. Von 1943 bis 1945 entstanden Aufnahmen dieser Gruppe als BBC Radio Rhythm Club Sextett. Nach dem Krieg tourte er 1946 durch Island, danach verließ er die Jazzszene, und arbeitete als Autoverkäufer. Im Jahr 1956 kehrte er mit einem Bop-orientierten Quintett mit Leon Calvert, Roy Sidewell, Kenny Wheeler und Bobby Wellins zurück. 1957 tourte er durch die Länder des Mittleren Ostens und zog sich dann endgültig aus dem Musikgeschäft zurück.
In den 1930er-Jahren bestritt Featherstonhaugh Automobilrennen. Er startete 1934 auf einem alten 2,5-Liter-Maserati von Whitney Straight und gewann den Grand Prix d’Albi in Frankreich. Bis 1938 trat er auf Maserati und Alfa Romeo bei verschiedenen internationalen Rennen an.